# تفجير أعزاز (يناير 2017)
في 7 يناير 2017 إنفجرت سيارة مفخخة في مدينة أعزاز السورية الخاضعة لسيطرة المعارضة السورية، وقد أدى الانفجار إلى مقتل حوالي 60 شخصاً جُلهم مدنيين وإصابة 50 شخص. ويُشتبه بأن تنظيم الدولة الإسلامية هو من قام بتنفيذ التفجير.